# La cámara oscura
 (septembre 2022).
Pour plus de détails, voir Fiche technique et Distribution.
La cámara oscura est un film argentin réalisé par Maria Victoria Menis et sorti en 2008.

## Synopsis
En 1892, Gertrudis, fille d'un tailleur juif fuyant les pogroms de Russie, naît sur le ponton du bateau arrivé à Buenos Aires. Trouvée laide par tous, elle va subir ce regard toute sa vie, jusqu'à l'arrivée d'un photographe français ...

## Fiche technique
- Titre : La cámara oscura
- Réalisation : Maria Victoria Menis
- Scénario : Alejandro Fernández Murriay, Mirta Bogdasarian d'après le roman éponyme d'Angélica Gorodischer
- Costumes : Monica Toschi
- Photographie : Marcelo Iaccarino
- Montage : Alejandro Brodersohn
- Musique : Marcelo Moguilevsky
- Production : Marcos Barboza
- Pays d'origine :  Argentine,  France
- Langue de tournage : espagnol
- Genre : drame
- Durée : 86 minutes
- Dates de sortie :
  - Argentine : 16 octobre 2008
  - France : 29 juillet 2009

## Distribution
- Mirta Bogdasarian : Gertrudis
- Patrick Dell'Isola : Jean-Baptiste Rollet, photographe marseillais hanté par Gallipoli et ouvert au surréalisme
- Fernando Arman : Leon Kohen, le riche mari de Gertrudis, veuf de Ruth
- Carlos Defeo : le père de Gertrudis
- Silvina Bosco : la mère de Gertrudis
- Joaquín Berthold : David, un fils Kohen
- Jeronimo Freixas : Samuel, un fils Kohen
- Florencia Ortiz : Ruth, la très belle et volage première femme de Kohen

## Distinctions
- Huit nominations aux « Condor d'argent » : meilleur film, meilleure réalisatrice, meilleur scénario, meilleure musique, meilleure révélation féminine (Mirta Bogdasarian), meilleur second rôle féminin (Silvina Bosco), meilleure direction artistique (Marcela Bazzano) et meilleurs costumes.